# ラッフ
ラッフ（学名：Gymnocephalus cernua）は、スズキ目ペルカ科に属する淡水魚の一種。全長は最大25cmほどであるが、よく見かけるのは10–15cmほどまでである。ヨーロッパからアジアにかけて、ユーラシア大陸に幅広く分布するGymnocephalusの仲間で、物陰や水草など遮蔽物の豊富な場所などに生息する。